# Home (álbum de Rudimental)
Home é o álbum de estreia da banda de drum and bass Rudimental. Foi lançado em 29 de abril de 2013  pela Warner Music UK. O álbum inclui os singles "Spoons", "Feel the Love", "Not Giving In", "Waiting All Night", "Right Here", "Free", "Powerless", e "Give You Up". A capa do álbum mostral o mural Hackney Peace Carnival, localizado em Dalston Lane. O disco foi nomeado para o Mercury Prize de 2013.

## Canções

### Singles
- "Spoons" foi lançada como o primeiro single do álbum em 20 de fevereiro de 2012. Ele apresenta vocais de MNEK e Syron,[5] com os agudos criados por sons de colheres, daí o nome para o single.[nota 1]
- "Feel the Love" foi lançado como o segundo single do álbum em 14 de maio de 2012. Ele apresenta vocais do cantor britânico John Newman. A canção alcançou a primeira posição nas paradas musicais do Reino Unido.[6]
- "Not Giving In" foi lançado como o terceiro single do álbum em 18 de novembro de 2012. Ele apresenta vocais de John Newman e Alex Clare. A canção alcançou o número catorze no Reino Unido.[7]
- "Waiting All Night" foi lançada como o quarto single do álbum em 14 de abril de 2013. Ele apresenta vocais de Ella Eyre. A canção alcançou a peimeira posição um no Reino Unido.[7]
- "Right Here" foi lançado como o quinto single do álbum em 12 de agosto de 2013. Ele apresenta vocais de Foxes. A canção alcançou o número catorze no Reino Unido.[7]
- "Free" foi lançado como o sexto single do álbum em 18 de novembro de 2013. Ele apresenta vocais de Emeli Sandé. A canção chegou ao número 26 no Reino Unido.[7]
- "Powerless" foi lançado como sétimo single do álbum em 23 de fevereiro de 2014. Ele apresenta vocais de Becky Hill.[8]
- "Give You Up" foi lançado como o oitavo single em junho de 2014, tirada da edição deluxe do álbum. Ele apresenta vocais de Alex Clare.[9] Ele foi destaque no jogo FIFA 15.[10]

### Músicas promocionais
- "Hell Could Freeze" foi lançada em 14 de janeiro de 2013 como um single promocional.[11] Ele foi originalmente destinado a ser o terceiro single oficial do álbum depois de "Feel the Love" e "Not Giving In". A canção conta com a rapper estadunidense Angel Haze nos vocais, com Beth Aggett como vocal adicional e MNEK no backing vocal.[12] O remix do DJ Skream foi incluído no EP Waiting All Night, na Platinum edition e na US deluxe edition.
- "Baby" (part. Sinead Harnett e MNEK) foi lançado pela primeira vez no EP Waiting All Night. O vídeo da música, dirigido por Rob Rowland, foi lançado em 24 de abril de 2013 para promover o lançamento do álbum.[13]

## Recepção da crítica
| Críticas profissionais | Críticas profissionais |
| Pontuações agregadas   | Pontuações agregadas   |
| Fonte                  | Avaliação              |
| ---------------------- | ---------------------- |
| Metacritic             | 71/100                 |
| Avaliações da crítica  |                        |
| Fonte                  | Avaliação              |
| Spin                   | 8/10                   |
| NME                    | 7/10                   |
| Sputnikmusic           | 3.7/5                  |
| PopMatters             | 6/10                   |
| The Guardian           | [ 19 ]                 |
| Allmusic               | [ 1 ]                  |

O álbum recebeu críticas favoráveis dos críticos de música, marcando 71 no site Metacritic. Ele foi indicado para o Mercury Prize de 2013.

## Lista de faixas
Todas as faixas escritas e compostas por Piers Aggett, Amir Amor and Kesi Dryden, com créditos de escrita adicionais mostrados abaixo. 
| N.º | Título                                                 | Compositor(es)                             | Duração |  |
| 1.  | "Home"                                                 | Sinead Harnett                             | 3:43    |  |
| 2.  | "Feel the Love" (featuring John Newman)                | John Newman                                | 4:05    |  |
| 3.  | "Right Here" (featuring Foxes)                         | Jonny Harris Louisa Rose Allen             | 5:36    |  |
| 4.  | "Hell Could Freeze" (featuring Angel Haze)             | Raykeea Wilson Uzoechi Emenike Beth Aggett | 4:40    |  |
| 5.  | "Spoons" (featuring MNEK and Syron)                    | Emenike                                    | 5:22    |  |
| 6.  | "Hide" (featuring Sinead Harnett)                      | Emenike Harnett                            | 6:01    |  |
| 7.  | "Powerless" (featuring Becky Hill)                     | Becky Hill Hannah Symons                   | 3:55    |  |
| 8.  | "More Than Anything" (featuring Emeli Sandé)           | Emeli Sandé Jessica Symonds Renell Shaw    | 4:55    |  |
| 9.  | "Not Giving In" (featuring John Newman and Alex Clare) | John Newman                                | 3:59    |  |
| 10. | "Baby" (featuring MNEK and Sinead Harnett)             | Emenike Harnett                            | 4:00    |  |
| 11. | "Waiting All Night" (featuring Ella Eyre)              | James Newman Harris                        | 4:52    |  |
| 12. | "Free" (featuring Emeli Sandé)                         | Emeli Sandé                                | 5:06    |  |

| Edição deluxe |                                                          |         |  |
| N.º           | Título                                                   | Duração |  |
| 13.           | "Give You Up" (featuring Alex Clare)                     | 4:09    |  |
| 14.           | "Alien Bashment"                                         | 3:50    |  |
| 15.           | "Solo" (featuring Ella Eyre and Mark Crown)              | 9:27    |  |
| 16.           | "Feel the Love" (Rudimental VIP) (featuring John Newman) | 6:42    |  |

| US deluxe edition |                                                           |         |  |
| N.º               | Título                                                    | Duração |  |
| 13.               | "Feel the Love" (featuring Wale)                          | 3:56    |  |
| 14.               | "Feel the Love" (Woz Remix) (featuring Childish Gambino)  | 3:37    |  |
| 15.               | "Hell Could Freeze" (Skream Remix) (featuring Angel Haze) | 6:31    |  |

### Platinum edition
| Platinum Edition |                                                              |         |  |
| N.º              | Título                                                       | Duração |  |
| 13.              | "Free" (featuring Emeli Sandé and Nas)                       | 4:29    |  |
| 14.              | "Waiting All Night" (featuring Ella Eyre) (Kidnap Kid Remix) | 3:26    |  |
| 15.              | "Hell Could Freeze" (featuring Angel Haze) (Skream Remix)    | 6:34    |  |
| 16.              | "Right Here" (featuring Foxes) (Andy C Remix)                | 4:32    |  |
| 17.              | "Feel the Love" (featuring John Newman) (Gorgon City Remix)  | 4:00    |  |

| Platinum Edition DVD |                                                        |         |  |
| N.º                  | Título                                                 | Duração |  |
| 1.                   | "Feel the Love" (featuring John Newman)                |         |  |
| 2.                   | "Not Giving In" (featuring John Newman and Alex Clare) |         |  |
| 3.                   | "Waiting All Night" (featuring Ella Eyre)              |         |  |
| 4.                   | "Right Here" (featuring Foxes)                         |         |  |
| 5.                   | "Baby" (featuring MNEK and Sinead Harnett)             |         |  |
| 6.                   | "Free" (featuring Emeli Sandé)                         |         |  |
| 7.                   | "Feel the Love" (Festival Montage Footage)             |         |  |
| 8.                   | "Free" (Live from Studio)                              |         |  |

## Paradas e certificações
| Chart (2013)                    | Posições de pico |
| ------------------------------- | ---------------- |
| Australian Albums Chart         | 2                |
| Austrian Albums Chart           | 56               |
| Belgian Albums Chart (Flanders) | 30               |
| Belgian Albums Chart (Wallonia) | 102              |
| Dutch Albums Chart              | 41               |
| Irish Albums Chart              | 5                |
| New Zealand Albums Chart        | 2                |
| Scottish Albums Chart           | 1                |
| Swiss Albums Chart              | 34               |
| UK Albums Chart                 | 1                |

| Chart (2014)            | Position |
| ----------------------- | -------- |
| Australian Albums Chart | 46       |

| País          | Certificação |
| ------------- | ------------ |
| Austrália     | Platina      |
| Nova Zelândia | Ouro         |
| Reino Unido   | Platina      |

## Histórico de lançamento
| Região      | Data          | Formato             | Gravadora      |
| ----------- | ------------- | ------------------- | -------------- |
| Reino Unido | 29 abril 2013 | Download digital CD | Asylum Records |